# Sibylla pretiosa
Sibylla pretiosa is een sprinkhaan die voorkomt in droge grasgebieden in het zuiden van Afrika. De vrouwtjes worden 5-6 cm groot en de mannetjes zijn een cm kleiner. In gevangenschap overleven vrouwtjes ongeveer 13 maanden en mannetjes leven ongeveer 9 maanden.
Zowel mannetjes als vrouwtjes kunnen uitstekend vliegen.

## Uiterlijk
Deze soort valt erg op door haar uitzonderlijke groene tot turquoise vleugels. Deze vleugels zijn net na de laatste vervelling wit, en kleuren binnen een paar dagen naar groen of turquoise. De bidsprinkhaan heeft een bruine kleur, hierdoor valt deze niet op als ze op bomen zit. Op haar kopje heeft de S.pretiosa een dubbel hartje, typerend voor deze soort. De poten van deze soort bidsprinkhaan zijn erg dun en lang vergeleken met het lichaam. Op elk van de pootjes heeft ze twee flapjes.

## Gedrag
De Sibylla pretiosa kan snel rennen en korte sprongen maken. Ondanks de dunne lange poten zijn deze bidsprinkhanen zeer actieve jagers. In tegenstelling tot de meeste actieve bidsprinkhanen is deze soort minder kannibalistisch, dit betekent niet dat ze nooit een broertje opeten.
Ze voeden zich met vliegend voedsel zoals de bananenvlieg voor de jonge exemplaren, de volwassen dieren eten grotere prooien zoals huisvliegen, bijen en motten.